# Lepadella pterygoida
Lepadella pterygoida is een raderdiertjessoort uit de familie Lepadellidae. De wetenschappelijke naam van deze soort is voor het eerst geldig gepubliceerd in 1897 door Dunlop.